# Підводні човни типу «XE»
Підводні човни типу «XE» (англ. XE-class submarine) — клас військових кораблів з 6 надмалих підводних човнів, що були випущені британськими суднобудівельними компаніями у 1944 році для виконання завдань спеціальних операцій в інтересах Королівського флоту Великої Британії.

## Зміст
Розробка проекту «XE» стартувала в січні 1944 року, що розроблялися на основі базового проєкту підводних човнів типу «X» з деякими змінами у конфігурацію та поліпшення певних характеристик і особливостей субмарини. Карликові субмарини серії «XE» створювалися за класичною схемою «великих» човнів: міцний корпус, додаткове обладнання зовні корпусу, керма і надбудова. Всередині були три герметичні перебірки, дизель «Гарднер» для надводного ходу і електродвигун «Кейт Блекмен» з акумуляторними батареями для підводного. У процесі розробки були враховані і по можливості виправлені недоліки човнів типу «X». Човни стали трохи більше за розміром, були використані нові більш компактні прилади, в корпусі з'явилися ілюмінатори. Багато уваги приділялося можливості безперешкодного проходу субмарини через протичовнові мережі. Із зовнішньої поверхні видалили виступаючі деталі, а перископ і шноркель повністю прибиралися всередину корпусу.
У липні 1945 року перші човни типу «XE» потрапили на Тихий океан. Керівництво Королівського флоту прийняло використовувати ці субмарини для знищення підводних телефонних кабелів між Сінгапуром, Сайгоном і Гонконгом, щоб змусити використовувати Японію виключно радіопереговори, які можна перехоплювати. У ході операції «Сейбр» підводний човен XE4 повинний був зруйнувати кабель між Гонконгом і Сайгоном. Міні-човен відбуксирували за допомогою підводного човна «Сперхед» на 40 миль від дельти Меконгу, де XE4 випустив якір-кішку і почав пошук двох телефонних кабелів. Зрештою човен зачепив перший кабель. Був випущений водолаз — молодший лейтенант К. Бріггс, який перерізав його. Потім був знайдений другий кабель, який розірвав молодший лейтенант А. Бергіус. 3 серпня 1945 року XE4 і «Сперхед» благополучно повернулися в Лабуан.
За планом операції «Фоїл» кабель між Гонконгом і Сінгапуром повинний був знищити XE5. Міні-човен у район острова Елої буксирував ПЧ «Селен». Водолазам довелося працювати в екстремальних умовах, в мулистому ґрунті, і вони не були впевнені, що виконали завдання. 6 серпня 1945 року XE5 і «Селен» повернулися на базу в Субік-Бей. Про те, що операція «Фоїл» завершилася успішно, стало відомо тільки після капітуляції Японії.
На початку серпня 1945 року два надмалі підводні човни XE1 і XE3 провели комбіновану операцію по атаці на японські важкі крейсери «Такао» і «Мьоко», які перебували на якірній стоянці в гавані Сінгапуру. Обидва крейсери вже мали ушкодження і не могли виходити з порту, але використовувалися як потужні зенітні батареї. XE1 повинний був атакувати «Мьоко», а XE3 — «Такао». Підхід уздовж протоки Джохор зайняв 11 годин. Ще дві години знадобилося, щоб знайти замасковані цілі. XE3 виявив і успішно підійшов до «Такао». Шість магнітних мін були встановлені під днищем, а на дно під крейсером скинули два двотонних контейнери з аммотолом. Після цього XE3 безперешкодно повернулася до своєї базового підводного човна «Стайджін». Тим часом екіпаж XE1 не зміг знайти «Мьоко». Свої заряди XE1 також заклав під «Такао», після чого без подій покинув гавань. У результаті вибуху крейсер отримав пробоїну в днищі розміром більше 7 × 3 м. Ряд відсіків під нижньою палубою, в тому числі льохи першої і другої башт головного калібру, були затоплені. «Такао» залишився на плаву, але більше не міг виконувати свої функції.